# Dreifaltigkeitskirche (Lavamünd)

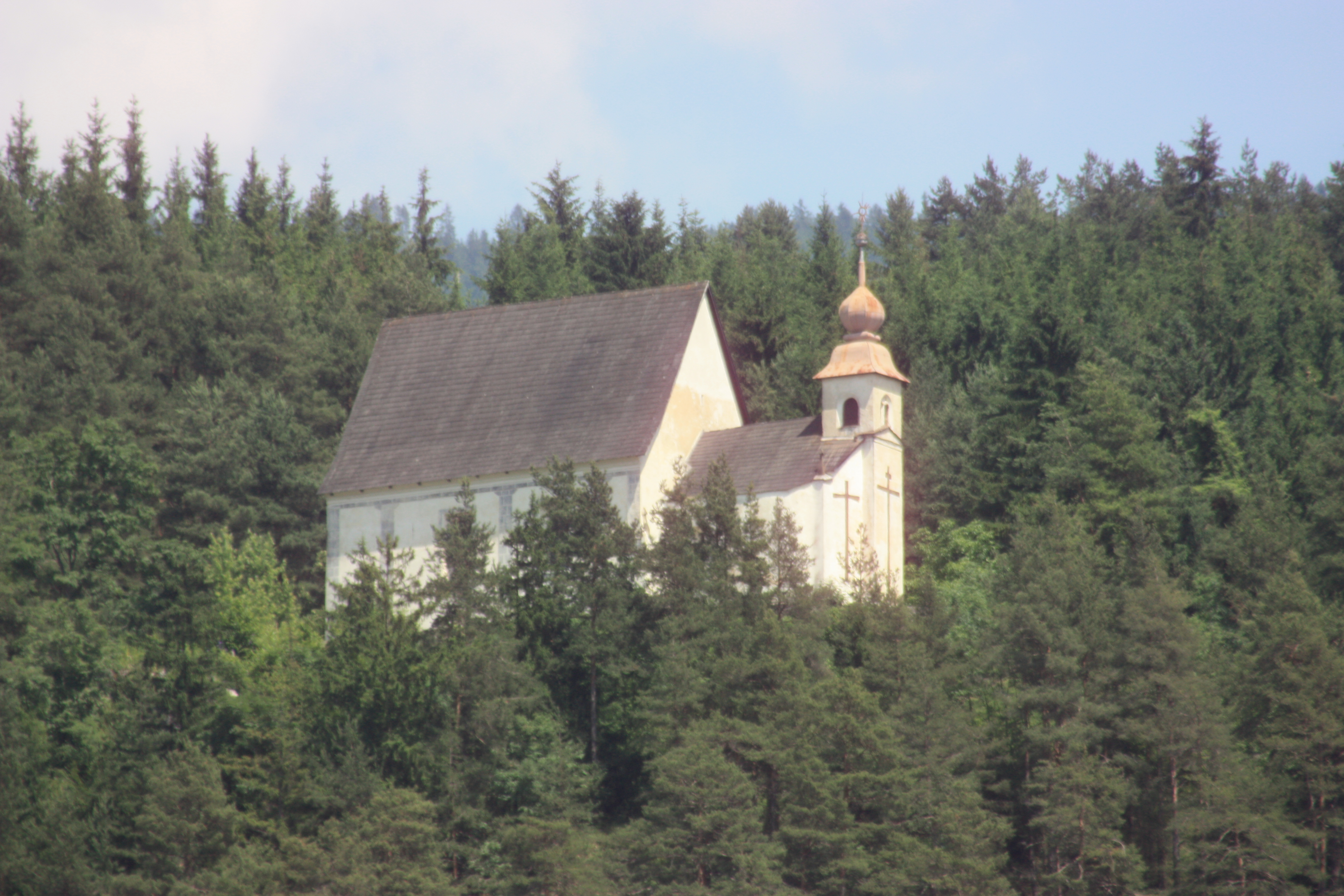

Die Dreifaltigkeitskirche Lavamünd, auch Kalvarienbergkirche genannt, steht weithin sichtbar auf einem Felshügel rund 120 Meter über Lavamünd und ist eine Filialkirche der Pfarre Lavamünd. Das Gotteshaus geht auf eine Stiftung des Grafen von Neuhäusl als Dank für seine Befreiung aus türkischer Gefangenschaft zurück.

## Baubeschreibung
Der 1690 als Kalvarienbergkapelle erbaute Chor wurde um 1725 um das Langhaus erweitert. Der Chor ist beträchtlich niedriger als das Langhaus und schwingt an den Seiten leicht aus. Der dem Chor leicht vorspringende Kirchturm mit Zwillingsfenstern im Glockengeschoß wird von einem Zwiebelhelm bekrönt. An der Chorturmfassade hängt eine aus Blech geschnittene Kreuzigungsgruppe. Das von Putzpilastern gegliederte Langhaus besitzt an der Nordseite rechteckige Fenster und Blendfenster.
Im dreijochigen Langhaus erhebt sich eine mit Stuckgraten und stuckierten Blütenzweigen verzierte Flachtonne mit Stichkappen über Pilastern. Die dreiachsige, kreuzgratunterwölbte Westempore ruht auf dicken Rundpfeilern. Der einjochige Chor besitzt einen geraden Schluss.

## Einrichtung
Der am Ende des 17. Jahrhunderts geschaffene dreigeschoßige Hochaltar mit Opfergangsportalen wird von Pilastern und verkröpften Gesimsen gegliedert. Der Altar trägt um 1700 entstandenen Schnitzstatuen der Heiligen Dreifaltigkeit sowie einer Schmerzhaften Muttergottes. Der Tabernakel wurde um 1730 gefertigt.
Die beiden Seitenaltäre stammen vom Anfang des 18. Jahrhunderts, am linken Altarblatt ist der heilige Dismas zu sehen, am rechten der heilige Domitian. Die um 1720/25 entstandene Kanzel schmücken Intarsien. 
Zur weiteren Ausstattung der Kirche zählt eine um 1700 gefertigte Prozessionstange mit der Schnitzgruppe eines Gnadenstuhles.